# 휘황
휘황(1980년 8월 23일 ~ )은 대한민국의 모델이다.

## 출연

### 영화
- 2000년 《소용돌이》 ... 사이토 슈이치 역
- 2010년 《맛있는 인생》 ... 뮤지션 주 역

### CF
- 2001년 케이티프리첼 Na

### 뮤직비디오
- 2004년 서태지 - 로보트
- 2005년 하울 - 앵무새
- 2013년 아이유 - 분홍신
- 2011년 다비치 - 슬픈다짐

### 방송
- 《J-POP wave》 (m-net)
- 《코코 앤 마크 1》 (O'live)

## 서적
- 《슬로우 레시피(천천히 걷고 싶은 당신에게)》 (나무수)
- 《네 개의 도쿄(용이 이유 재은 휘황 그들의 색다른 도쿄 이야기)》 (STYLE조선)

## 수상경력
- 2006년 코리아 베스트 드레서상 모델부문상
- 2010년 제26회 코리아 베스트 드레서 백조상 모델부문상
- 2012년 제7회 아시아 모델상 시상식 패션모델상

## 경력사항
- 2001년 패션쇼 Fall, Winter 파리컬렉션